# Preobrajenskaïa plochtchad (métro de Moscou)
Preobrajenskaïa plochtchad (en russe : Преображе́нская пло́щадь et en anglais : Preobrazhenskaya Ploshchad), est une station de la ligne Sokolnitcheskaïa (ligne 1) du métro de Moscou, située, place Preobrajenskaïa, sur le territoire du raïon Preobrajenskoïe dans le district administratif est de Moscou.
Elle est mise en service en 1965.
La station est ouverte tous les jours aux heures de circulation du métro. Elle est desservie par des tramways, des trolleybus et des autobus.

## Situation sur le réseau
Établie en souterrain, à 8 mètres sous le niveau du sol, la station Preobrajenskaïa plochtchad est située au point 77+33 de la ligne Sokolnitcheskaïa (ligne 1 rouge), entre les stations Tcherkizovskaïa (en direction de Boulvar Rokossovskogo) et Sokolniki (en direction de Salarievo).
Peu avant la station une jonction connecte les tunnels et après la station la ligne franchit le fleuve Iaouza sur un pont.

## Histoire
La station Preobrajenskaïa plochtchad est mise en service le 31 décembre 1965, lors de l'ouverture à l'exploitation du prolongement nord-est de la ligne 1, de Sokolniki à Preobrajenskaïa plochtchad. Ce qui en fait le terminus nord de la ligne.
Elle est conçue et réalisée par l'architecte Nikolaï Demtchinski et l'ingénieur G. Suvorov. Peu profonde, la station est construite suivant un plan standard avec deux rangées de quarante piliers, à base carrée, établis sur le quai central. La finition est faite : de marbre à dominante de vert, sur les piliers, de carreaux blancs, sur les murs, et de pavés en granit gris et rouge sur le sol. 

Architecture de la station
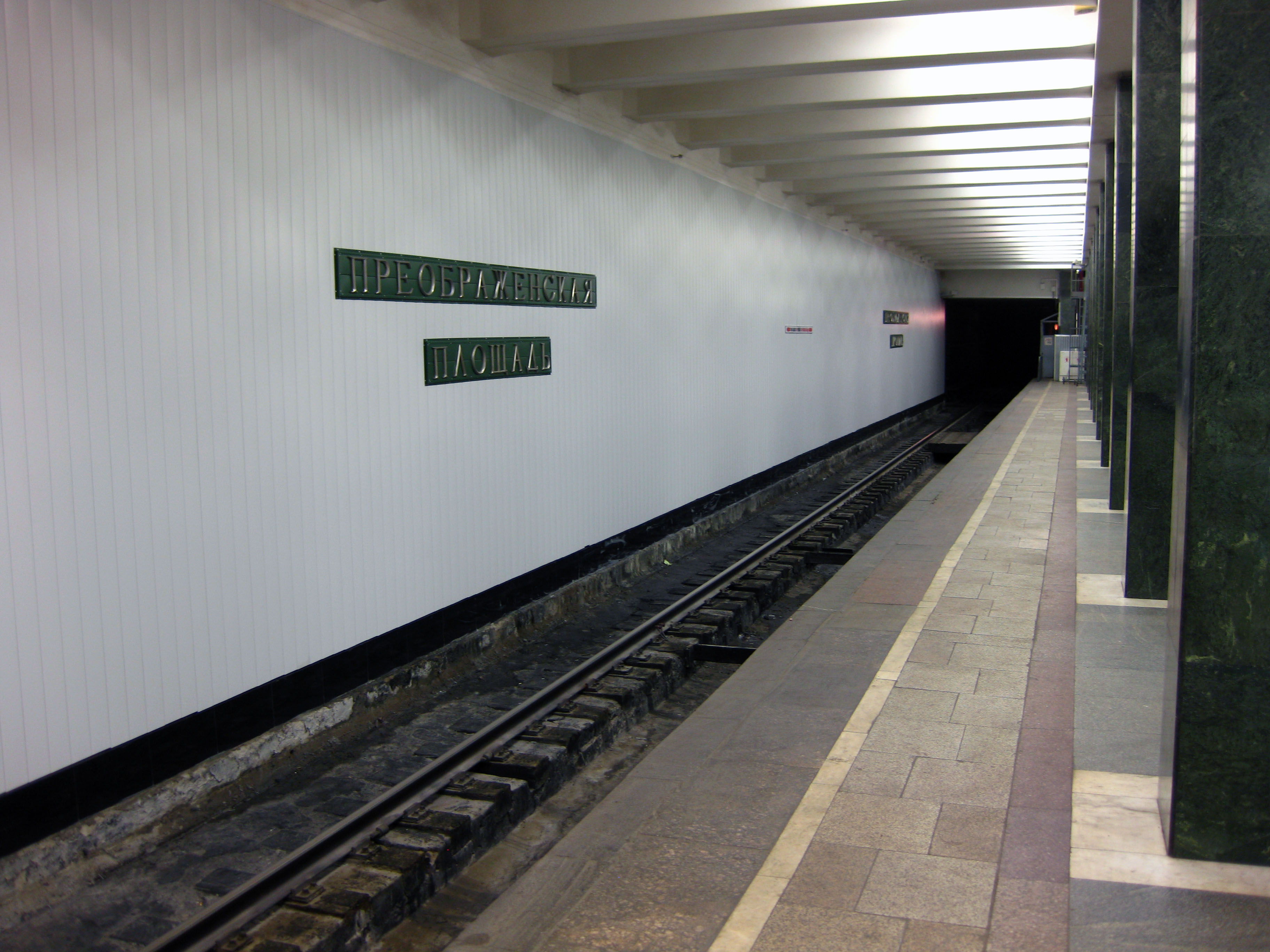
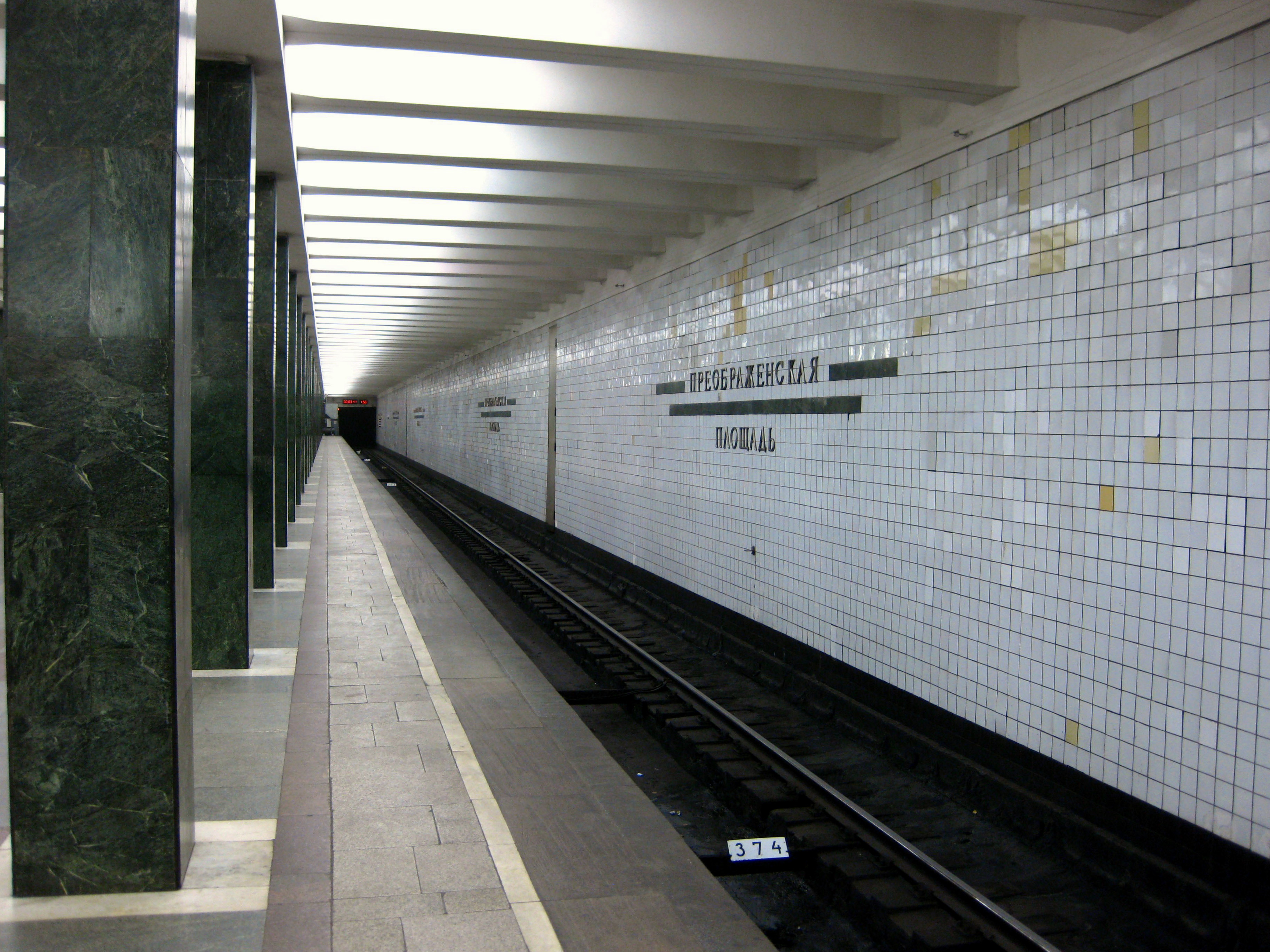
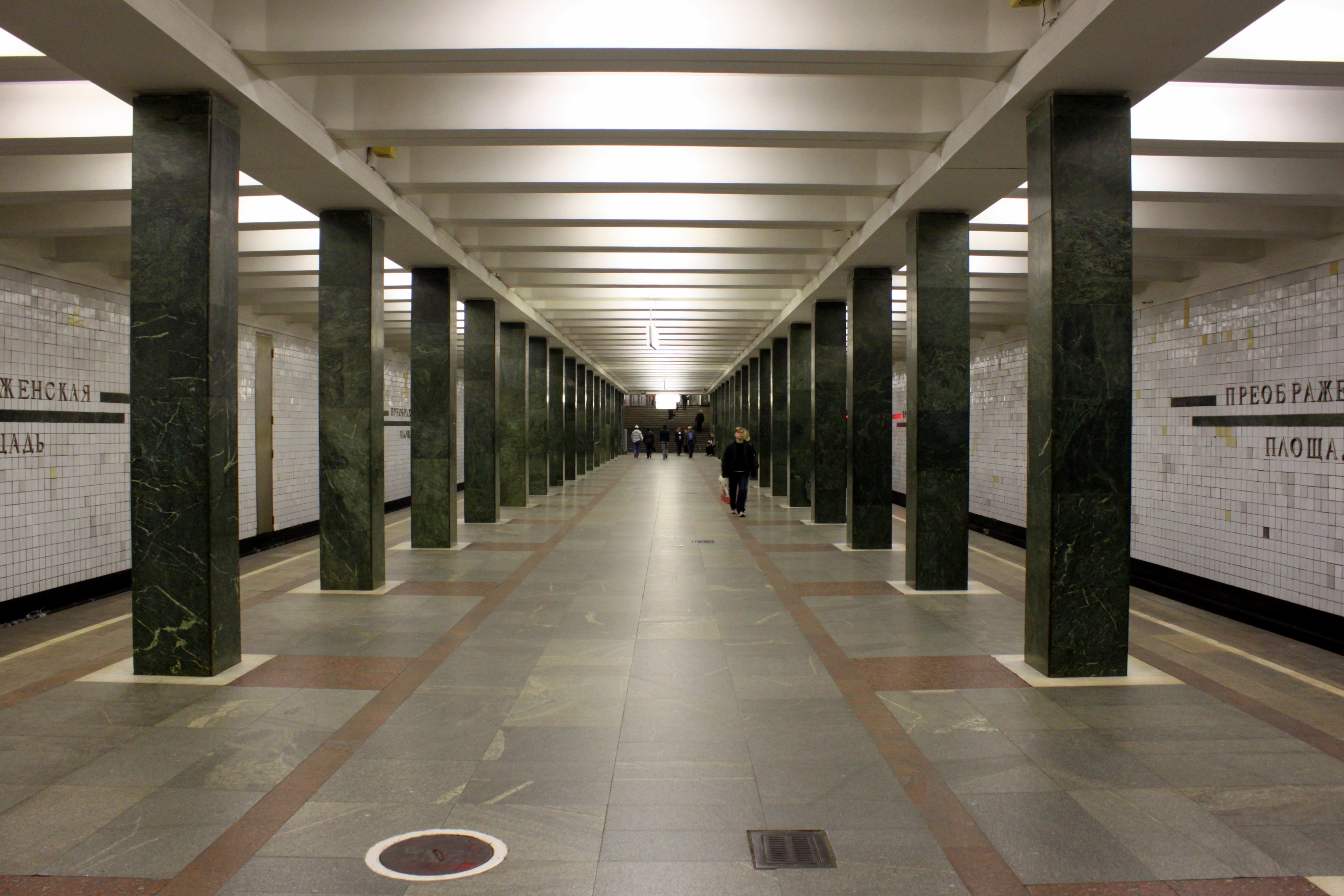

## Services aux voyageurs

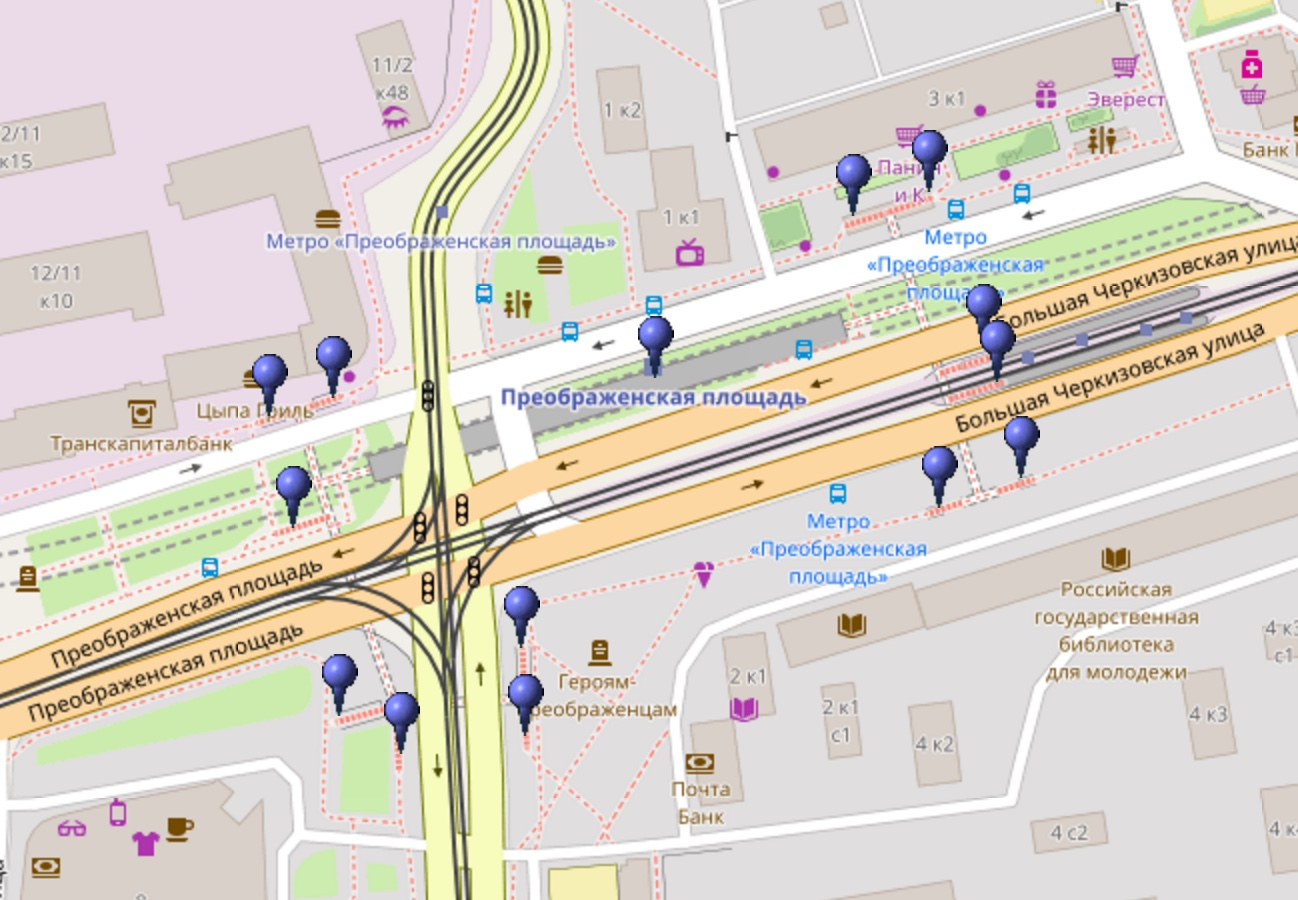
Plan de situation de la station et de ses bouches.

### Accès et accueil
La station dispose de deux halls souterrains situés à l'est et à l'ouest de la plateforme qu'il desservent par des escaliers. Le hall est, dispose du guichet, d'automates, et de six bouches situées à l'est de la place Preobrajenskaïa, dans la voirie et de chaque côté. Le hall ouest, à l'ouest de la place, n'a que des automates et sept bouches situées au nord-ouest, à l'ouest et au sud de la place,.
| Bouche   | voie                        | coordonnées                  |
| -------- | --------------------------- | ---------------------------- |
| Est 1    | Preobrajenskoïe             | 55° 47′ 47″ N, 37° 42′ 49″ E |
| Est 2    | Preobrajenskoïe             | 55° 47′ 47″ N, 37° 42′ 50″ E |
| Est 3    | Preobrazhenskaya pl.        | 55° 47′ 45″ N, 37° 42′ 49″ E |
| Est 4    | Preobrazhenskaya ul., 8     | 55° 47′ 43″ N, 37° 42′ 50″ E |
| Est 5    | Preobrajenskoïe             | 55° 47′ 43″ N, 37° 42′ 51″ E |
| Est 6    | Preobrajenskoïe             | 55° 47′ 44″ N, 37° 42′ 53″ E |
| Est 7    | Preobrajenskoïe             | 55° 47′ 43″ N, 37° 42′ 54″ E |
| Ouest 8  | Bolshaya Cherkizovskaya ul. | 55° 47′ 49″ N, 37° 43′ 00″ E |
| Ouest 9  | Bolshaya Cherkizovskaya ul. | 55° 47′ 49″ N, 37° 43′ 01″ E |
| Ouest 10 | Bolshaya Cherkizovskaya ul. | 55° 47′ 47″ N, 37° 43′ 02″ E |
| Ouest 11 | Bolshaya Cherkizovskaya ul. | 55° 47′ 47″ N, 37° 43′ 03″ E |
| Ouest 12 | Bolshaya Cherkizovskaya ul. | 55° 47′ 46″ N, 37° 43′ 01″ E |
| Ouest 13 | Bolshaya Cherkizovskaya ul. | 55° 47′ 46″ N, 37° 43′ 03″ E |

### Desserte
Preobrajenskaïa plochtchad est desservie par les rames qui circulent sur la ligne. Elle est ouverte chaque jour entre 5 h 30 et 1 h 0 (environ).

Installations et desserte
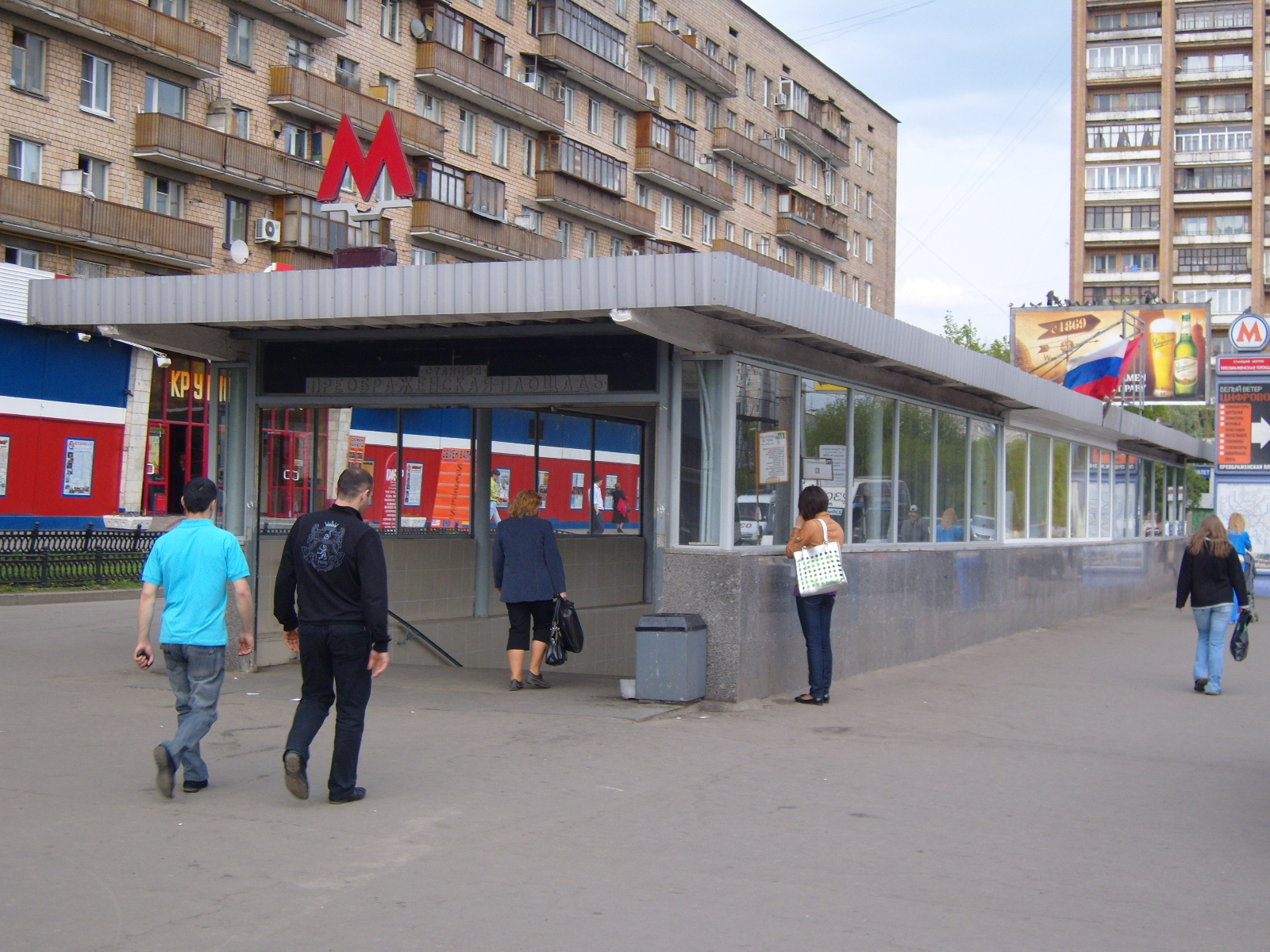
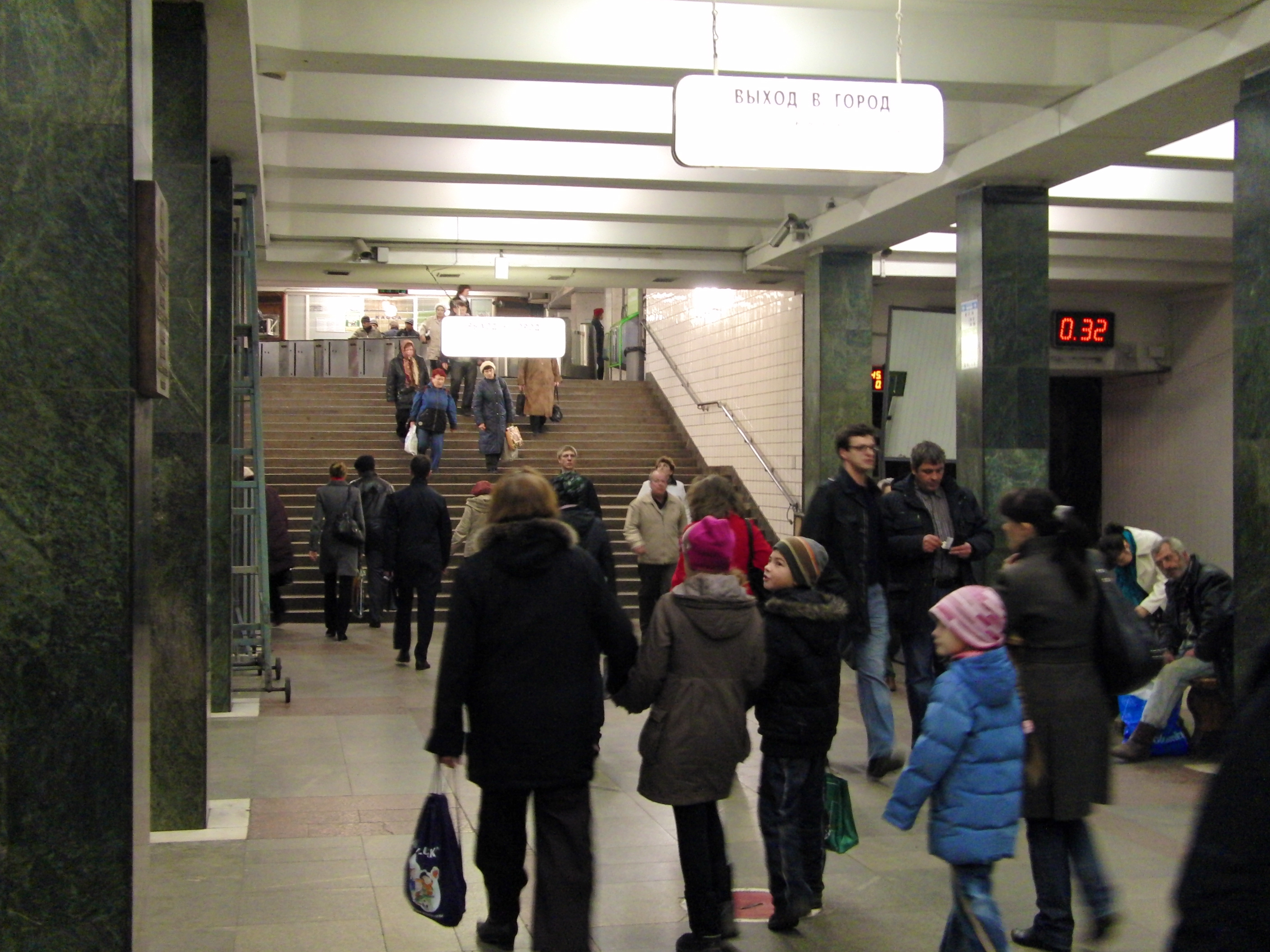
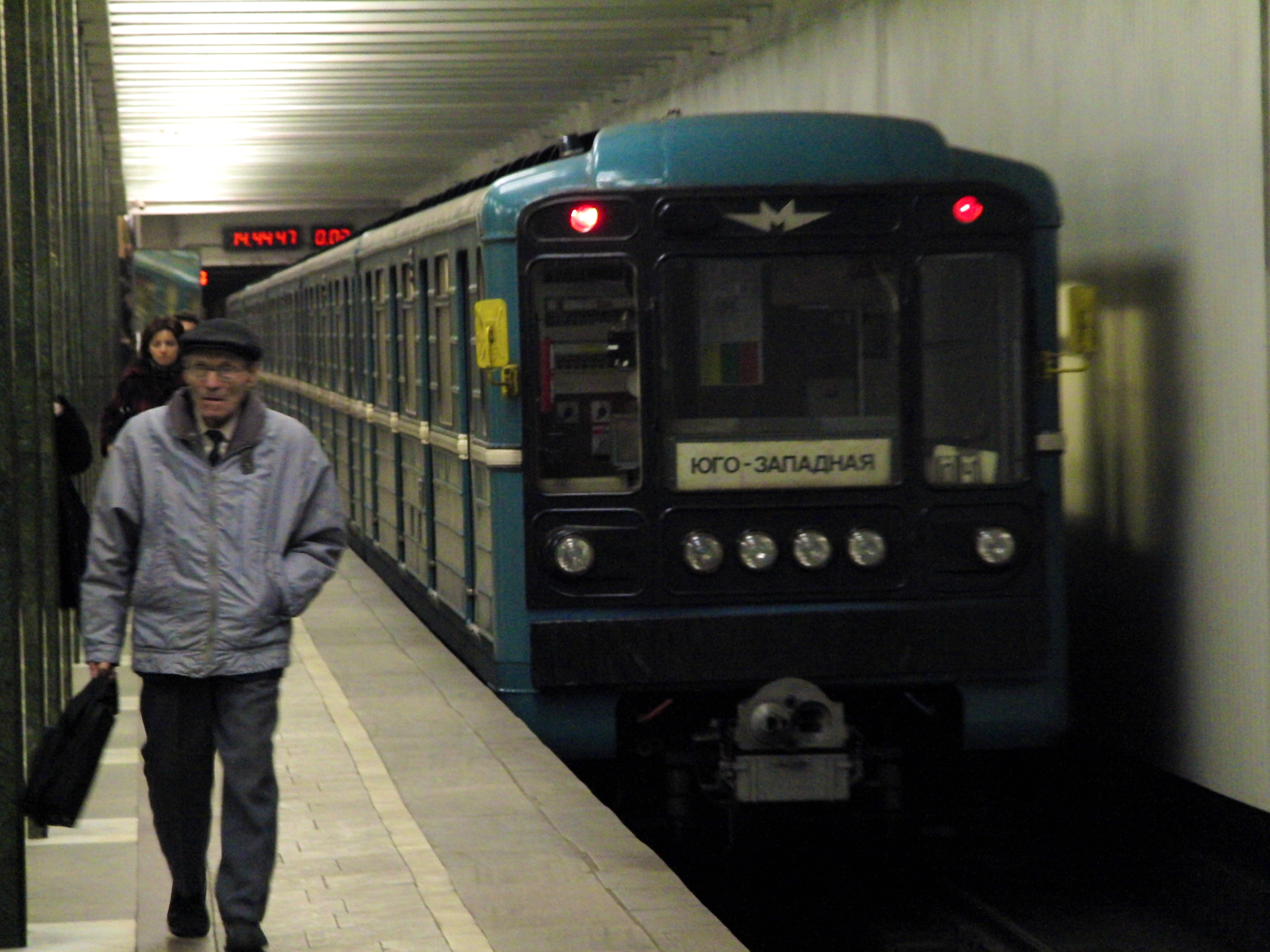

### Intermodalité
Les bouches permettent d'accéder à la place Preobrajenskaïa et les avenues voisinent.
À proximité de la station des arrêts sont desservis par des tramways des lignes 2, 4, 7, 11, 13, 33, 36 et 46, des trolleybus des lignes 32, 41 et 83, et des bus des lignes 34, 52, 80, 86, 171, 230 et 716.

Environnement de la station
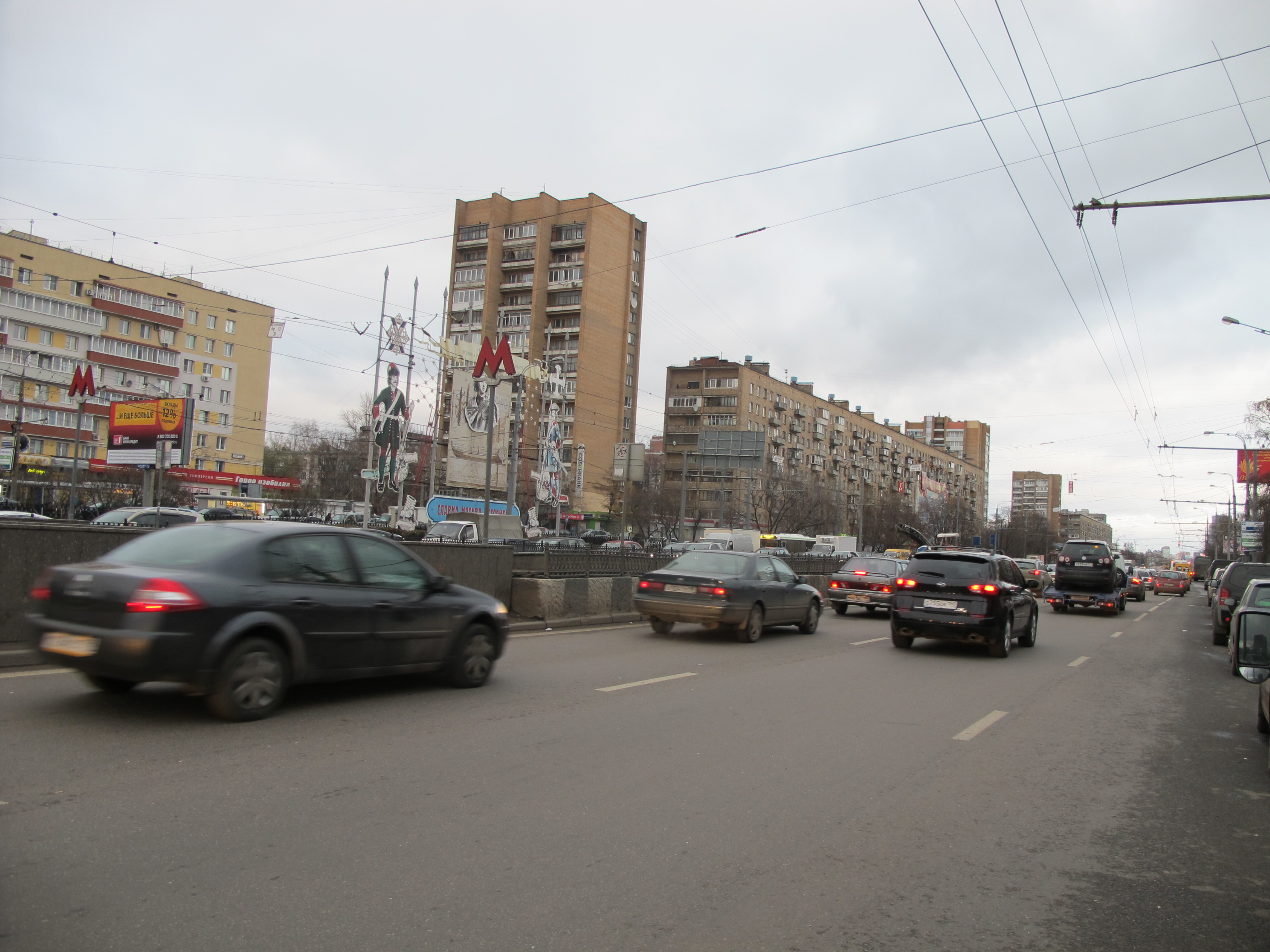
Bouches sur l'avenue.
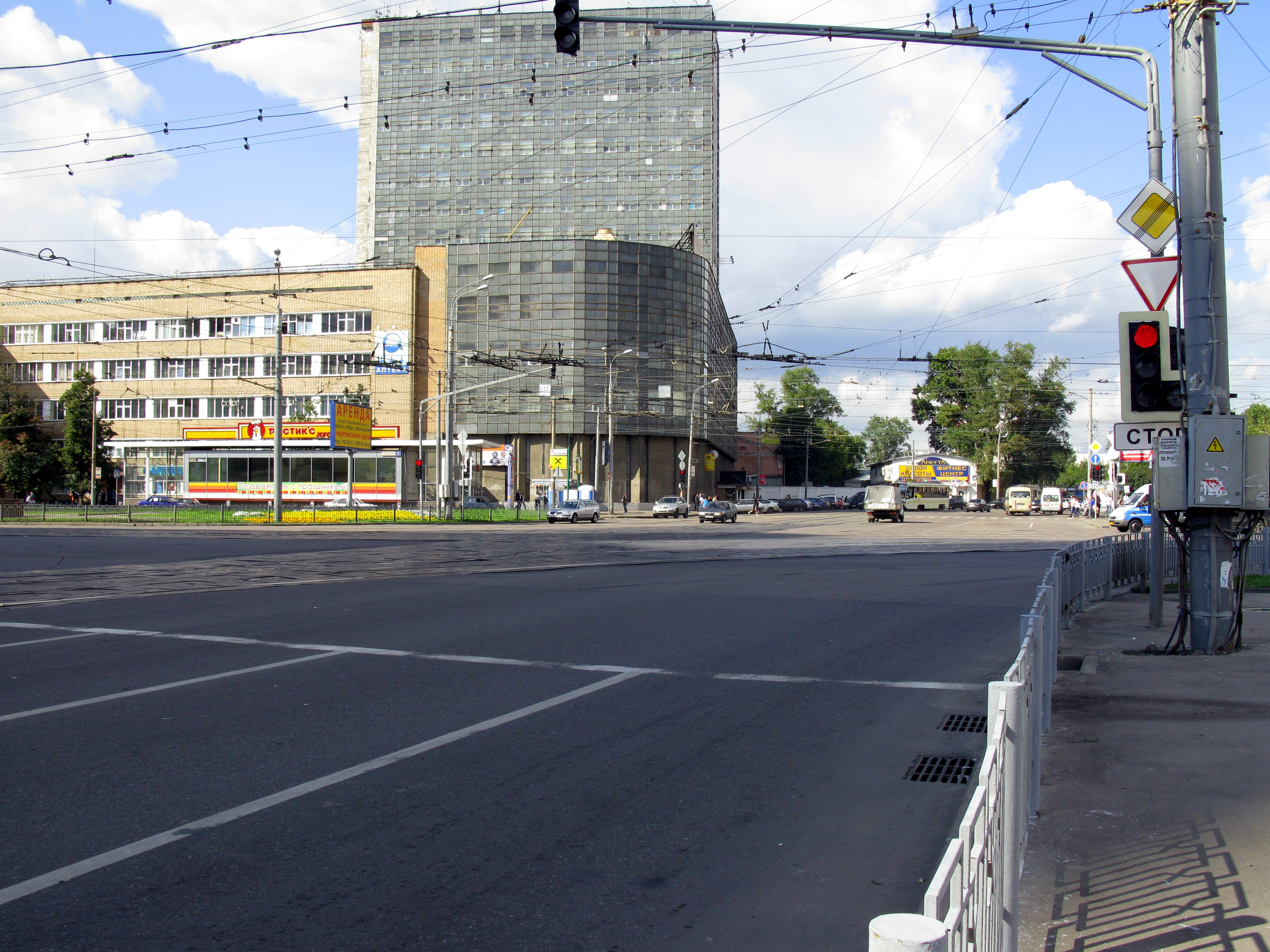
La place.
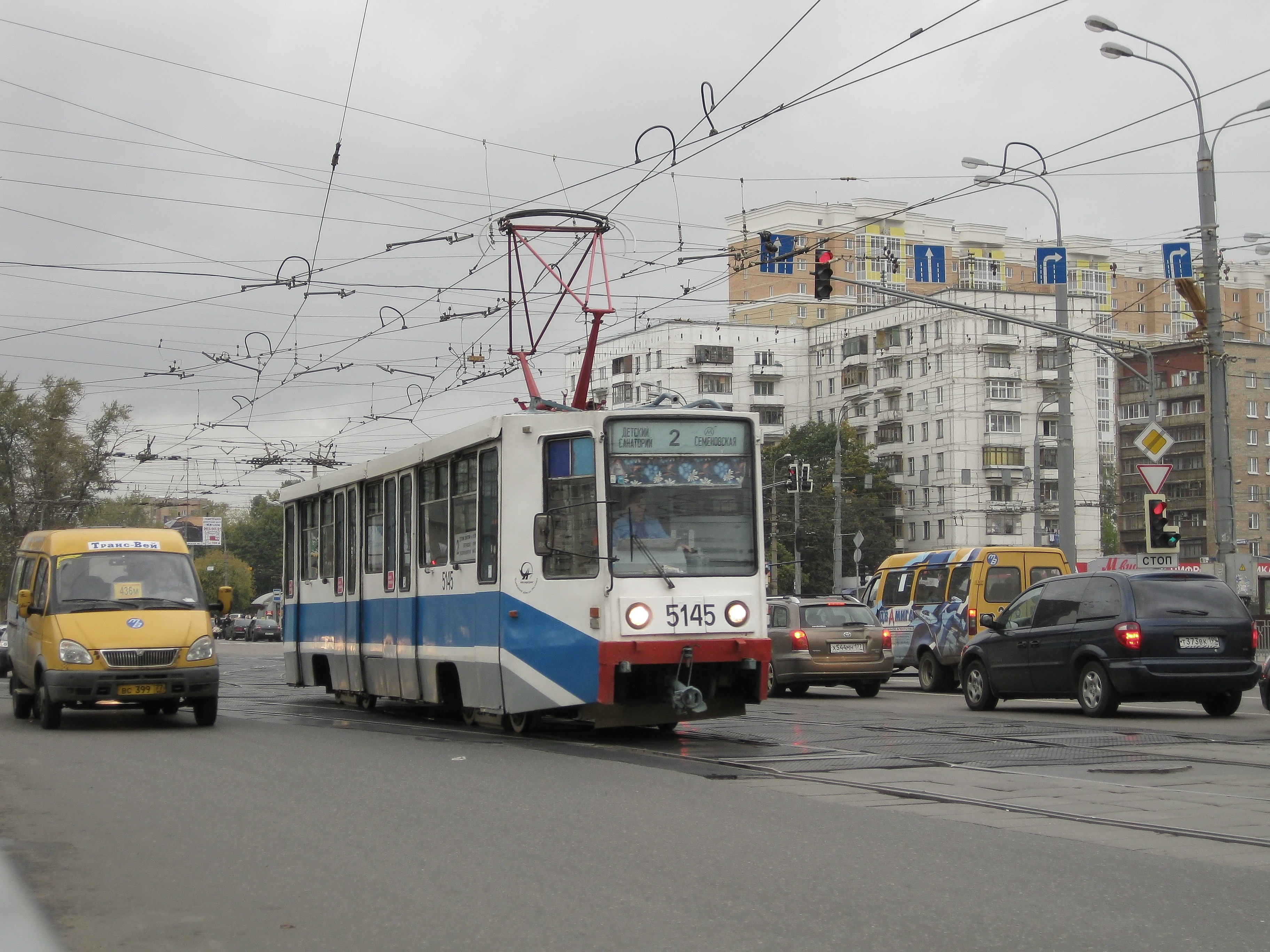
Tram.